# Öffnungswinkel
Als Öffnungswinkel {\displaystyle \omega } einer Sammellinse oder eines Objektivs (allgemein eines fokalen optischen Systems) wird der Winkel bezeichnet, den ein Punkt auf der optischen Achse mit dem Durchmesser der Eintritts- bzw. Austrittspupille bildet.
Konkret unterscheidet man:
- objektseitiger Öffnungswinkel {\displaystyle \omega _{\mathrm {O} }}, definiert als der Winkel zwischen dem Objektpunkt auf der optischen Achse und dem Durchmesser der Eintrittspupille:

{\displaystyle \omega _{\mathrm {O} }=2\cdot \arctan \left({\frac {\varnothing _{\text{Eintrittspupille}}}{2\cdot {\text{Abstand}}_{\text{Eintrittspupille zu Objektpunkt}}}}\right)}
- bildseitiger Öffnungswinkel {\displaystyle \omega _{\mathrm {B} }}, definiert als der Winkel zwischen dem Bildpunkt auf der optischen Achse und dem Durchmesser der Austrittspupille:

{\displaystyle \omega _{\mathrm {B} }=2\cdot \arctan \left({\frac {\varnothing _{\text{Austrittspupille}}}{2\cdot {\text{Abstand}}_{\text{Austrittspupille zu Bildpunkt}}}}\right)}
Er bestimmt die Größe der Zerstreuungskreise und beeinflusst somit die Abbildungstiefe.

## Öffnungswinkel einer Sammellinse

Objektseitiger Öffnungswinkel, bildseitiger Öffnungswinkel, Gegenstandsweite sowie Bildweite

Bei Fotoobjektiven entsprechen die Positionen der Eintritts- bzw. Austrittspupille in der Regel nicht mehr der Lage der Hauptebenen, auch ist ihr Durchmesser üblicherweise variabel. Außerdem enthalten Objektive zusätzliche Blenden und sind meistens aus mehreren Linsen aufgebaut.
Dagegen fallen bei einer Sammellinse Eintritts- und Austrittspupille in der Linsenmitte zusammen – der Durchmesser der Pupillen entspricht jeweils demjenigen der Linse. Somit entspricht der Abstand des Objektpunktes zur Eintrittspupille der Gegenstandsweite {\displaystyle g}, und der Abstand des Bildpunktes zur Austrittspupille entspricht der Bildweite {\displaystyle b}.
Dadurch vereinfachen sich die Verhältnisse so, dass sich die Öffnungswinkel bei einer Sammellinse berechnen lassen als:
- objektseitiger Öffnungswinkel {\displaystyle \omega _{\mathrm {O} }=2\cdot \arctan \left({\frac {\varnothing _{\text{Linse}}}{2\cdot {\text{Gegenstandsweite}}}}\right)}
- bildseitiger Öffnungswinkel {\displaystyle \omega _{\mathrm {B} }=2\cdot \arctan \left({\frac {\varnothing _{\text{Linse}}}{2\cdot {\text{Bildweite}}}}\right)}

### Große Gegenstandsweite
Eine weitere Vereinfachung ergibt sich, wenn man den Öffnungswinkel bei sehr großen Gegenstandsweiten („unendlich“) betrachtet. Wächst die Gegenstandsweite über alle Grenzen, so wird
{\displaystyle \omega _{\mathrm {O} }=0\,.}
Gemäß der Linsengleichung entspricht die Bildweite bei unendlich großer Gegenstandsweite der Brennweite f, also wird
{\displaystyle \omega _{\mathrm {B} }=2\cdot \arctan \left({\frac {\varnothing _{\text{Linse}}}{2\cdot f}}\right)\,.}

## Öffnungsverhältnis und Blendenzahl
Für große Gegenstandsweiten g ergibt sich aus dem bildseitigen Öffnungswinkel {\displaystyle \displaystyle \omega _{\mathrm {B} }} und der Brennweite f eines optischen Systems das Öffnungsverhältnis 1/k:
{\displaystyle {\frac {1}{k}}=2\cdot \tan \left({\frac {\omega _{\mathrm {B} }}{2}}\right)={\frac {\varnothing _{\text{Eintrittspupille}}}{f}}}
Die Blendenzahl ist der Kehrwert des Öffnungsverhältnisses, also:
{\displaystyle k={\frac {1}{2\cdot \tan \left({\frac {\omega _{\mathrm {B} }}{2}}\right)}}={\frac {f}{\varnothing _{\text{Eintrittspupille}}}}}
Die Eintrittspupille ist das Bild der Blende, welches man durch die Vorderseite des Objektivs sieht. So kann man auch Durchmesser schätzen.

## Numerische Apertur
Aus dem objektseitigen Öffnungswinkel {\displaystyle \omega _{\mathrm {O} }} und dem Brechungsindex n des Mediums ergibt sich die numerische Apertur {\displaystyle A_{N}}:
{\displaystyle A_{N}=n\cdot \sin \left({\frac {\omega _{\mathrm {O} }}{2}}\right)}
Der Brechungsindex n der Luft ist etwa 1 (1,000292 in Bodennähe).